# House M. D.
House M. D. (en España, House; en Hispanoamérica,  Gregory House: diagnóstico médico durante las primeras tres temporadas y Dr. House posteriormente) es una serie de televisión estadounidense estrenada en 2004 por la cadena Fox y finalizada en 2012. Fue creada por David Shore, productor ejecutivo de la serie junto a otros como Paul Attanasio, Katie Jacobs o Bryan Singer. El personaje central es el Dr. Gregory House (Hugh Laurie), un genio médico, irónico, satírico y poco convencional e inconformista, que encabeza un equipo de diagnóstico en el ficticio Hospital Universitario Princeton-Plainsboro de Nueva Jersey. El argumento fue idea de Paul Attanasio, basándose en una columna médica escrita por la Dra. Lisa Sanders en el periódico The New York Times, mientras que la creación de los personajes corrió a cargo de Shore después de su visita a un hospital universitario. Las localizaciones están situadas en Century City, un distrito de Los Ángeles, California.
El Dr. House a menudo confronta a su jefa, la decana de medicina, la Dra. Lisa Cuddy (Lisa Edelstein), y a su equipo de diagnóstico, debido a la gran cantidad de hipótesis que surgen con respecto a la enfermedad del paciente basadas en finas o controvertidas perspicacias. El mejor amigo de House es el Dr. James Wilson (Robert Sean Leonard), quien es jefe del departamento de oncología. Durante las primeras tres temporadas, el equipo de diagnóstico de House se encontraba formado por el Dr. Robert Chase (Jesse Spencer), la Dra. Allison Cameron (Jennifer Morrison) y el Dr. Eric Foreman (Omar Epps). Al final de la tercera temporada, el equipo se disolvió. En la cuarta temporada, House poco a poco seleccionó a tres nuevos miembros: la Dra. Remy «Trece» Hadley (Olivia Wilde), el Dr. Chris Taub (Peter Jacobson), y el Dr. Lawrence Kutner (Kal Penn); este último abandonó el programa en 2009 al aceptar un trabajo de Barack Obama para formar parte de la oficina de relaciones internacionales. Chase y Cameron continuaron apareciendo en distintos papeles en el hospital hasta principios de la sexta temporada, cuando Jennifer Morrison, la actriz que encarnaba a Cameron, fue despedida del programa; y Chase regresó al equipo de House. «Trece» desaparece por gran parte de la séptima temporada y es reemplazada temporalmente por la estudiante de medicina Martha M. Masters (Amber Tamblyn). Cuddy y Masters salen de la serie antes del inicio de la octava temporada, Foreman se convierte en el nuevo decano de medicina, mientras que las doctoras Jessica Adams (Odette Annable) y Chi Park (Charlyne Yi) se unen al equipo de House.
House M. D. ha gozado de la preferencia de la crítica y del público desde su lanzamiento, convirtiéndose en uno de los programas televisivos más vistos en los Estados Unidos y en todo el mundo. Ha recibido diversos reconocimientos y nominaciones, entre los que destacan un premio Peabody, dos Globos de Oro y tres premios Emmy. Fue la serie más vista en 2008, con un promedio de ochenta y dos millones de personas en sesenta y seis países. La sexta temporada comenzó con un episodio de dos horas, el 21 de septiembre de 2009 en Estados Unidos y terminó a principios de junio de 2010.
El 8 de febrero de 2012, los productores de la serie, David Shore y Katie Jacobs, así como su protagonista Hugh Laurie, dieron a conocer a través de un comunicado de prensa que la serie llegaría a su fin después de ocho temporadas. «La decisión de terminar el programa ahora o en cualquier otro momento, es dolorosa, por el riesgo de separarnos de cientos de amistades cercanas que hemos hecho a lo largo de estos ocho años, pero también porque el programa en sí mismo ha sido fuente de gran orgullo para todos los involucrados», comienza el comunicado firmado por los productores y el actor. El episodio final «Everybody Dies» fue transmitido el 21 de mayo de 2012 seguido de un documental especial llamado Swan Song.

### Técnica de grabación y localizaciones

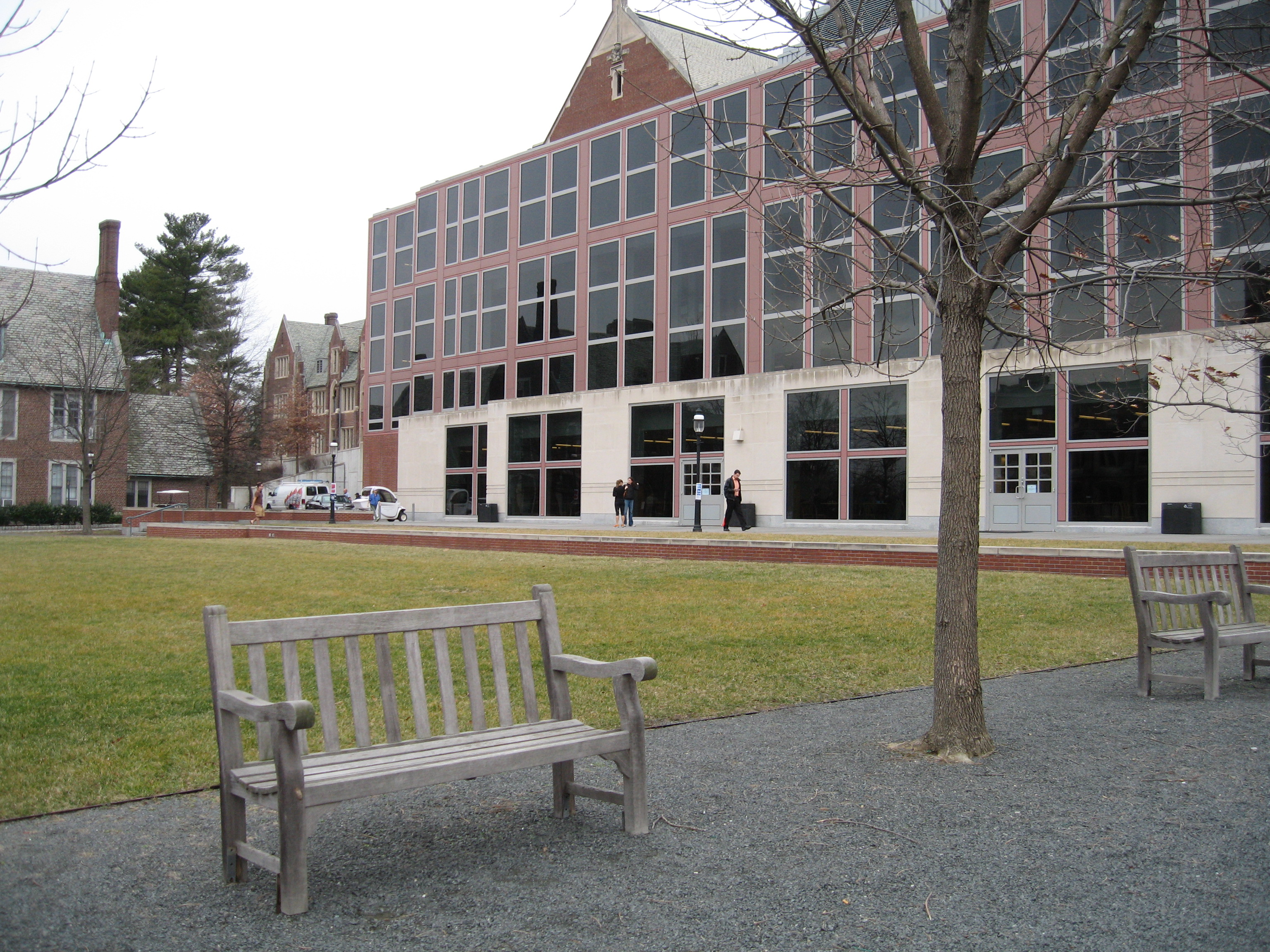
La entrada del Frist Campus Center.

### Secuencia de apertura

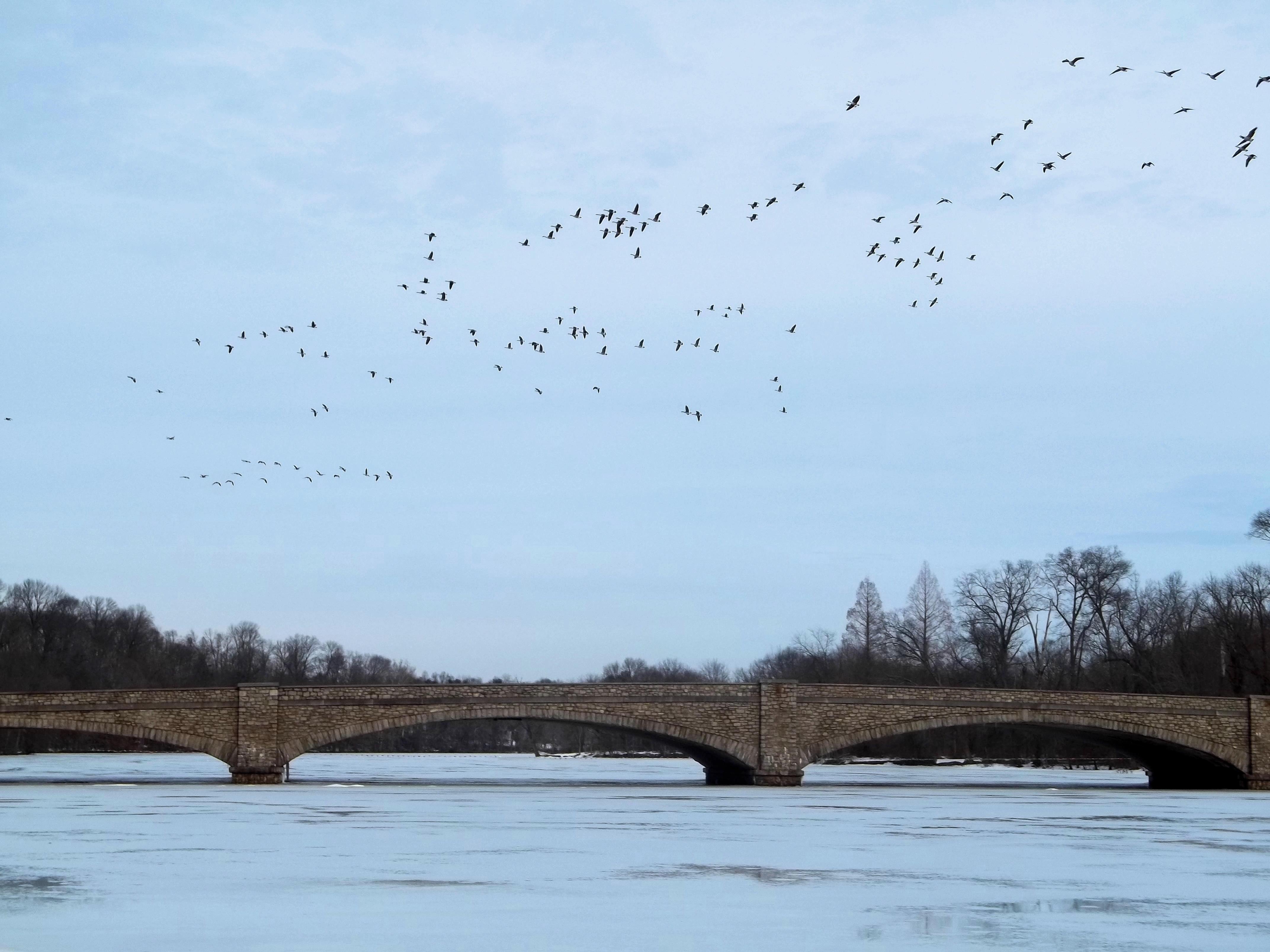
Lago Carnegie Universidad de Princeton

## Argumento

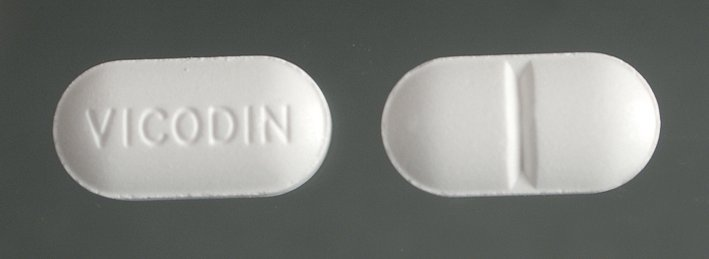
Vicodin, adicción de House.

## Producción

### Concepción

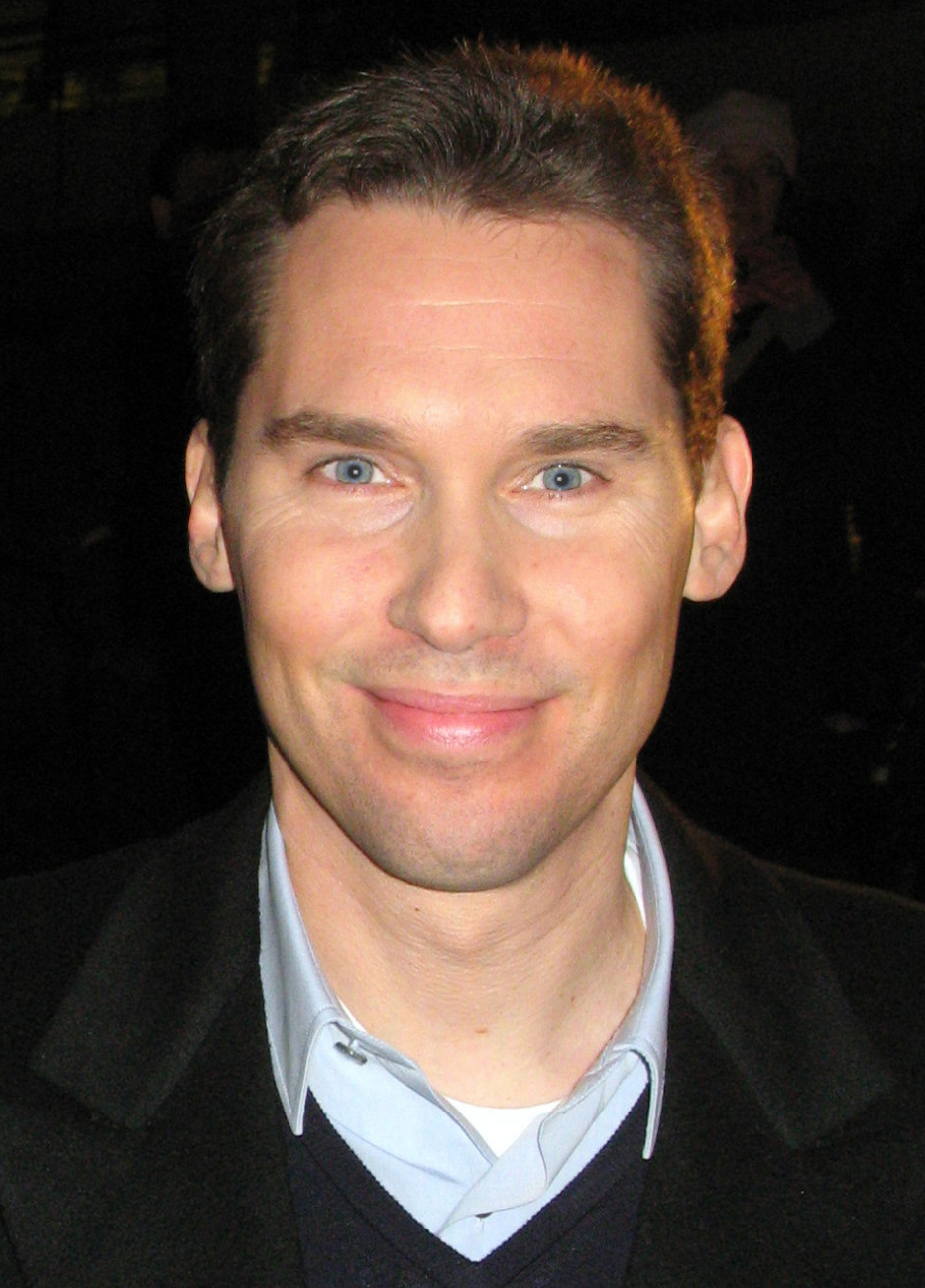
Bryan Singer dirigió el episodio piloto y el tercer episodio llamado "La Navaja de Ockham".

En 2004 su creador David Shore y los productores ejecutivos Katie Jacobs y Paul Attanasio, le presentaron a la cadena televisiva Fox Broadcasting Company; una especie de novela policíaca donde la enfermedad era tomada como un crimen y los médicos como detectives que deben resolver el misterio, y a través de una serie de pistas (síntomas), deben hallar al culpable, la causa de la enfermedad. Attanasio se inspiró en la columna mensual médica Diagnosis escrita por la doctora Lisa Sanders y publicada en el periódico The New York Times. En sus artículos, la doctora Sanders presenta un conjunto atípico de síntomas y desarrolla una investigación para dar finalmente con la enfermedad que los provoca y plantear la solución. Attanasio le presentó la idea a David Shore, escritor y productor de series como Law & Order o Due South. FOX compró los derechos con la condición de que «no hubiera batas blancas por los pasillos». Jacobs argumentó que estas disposiciones fueron las que influyeron para crear la serie.
Después de que FOX comprase el programa, adquirió el título provisorio Chasing Zebras, Circling the Drain ("zebra" es un argot o término médico para un diagnóstico inusual u oscuro, mientras que Circling the Drain se refiere a los casos terminales, los pacientes con enfermedades irreversibles). La premisa original de la serie fue de un equipo de médicos que trabajan en conjunto tratando de "diagnosticar lo indiagnosticable". Shore consideró que era importante contar con un personaje central interesante, uno que pudiera examinar las características personales de los pacientes y diagnosticar sus dolencias por averiguar sus secretos y mentiras. Como Shore y el resto del equipo creativo exploraron las posibilidades del personaje, el concepto del programa se centró más en el papel principal que en el procedimiento. El personaje principal fue nombrado "House", mismo título que adoptó la serie. Shore desarrolló a todos los personajes y escribió el guion del episodio piloto. Bryan Singer, quien dirigió el episodio piloto y tuvo un papel importante en el casting de los papeles principales, dijo que "el título del piloto fue Everybody Lies (Todos mienten), y esa es la premisa del programa". Muchos de los misterios médicos de House nacieron de Shore, basándose en los escritos de Berton Roueché, un columnista de la revista The New Yorker, quien escribía sobre intrigantes casos médicos acontecidos entre 1940 y 1990.
Shore ideó el concepto de House luego de su experiencia personal como paciente en un hospital escuela. Shore dijo: "Sabía, apenas dejé la habitación, que los médicos estarían burlándose de mí por mi ignorancia... y pensé que sería interesante ver un personaje que lo hiciese antes de que los pacientes abandonasen la habitación". Una idea central que permaneció desde la concepción de la serie es que este debería tener una discapacidad. Inicialmente se manejó la posibilidad de que House anduviera en silla de ruedas, pero la FOX lo rechazó y al final optaron por convertirla en una herida en su pierna que lo obligara a deambular con bastón.

### Referencias a Sherlock Holmes

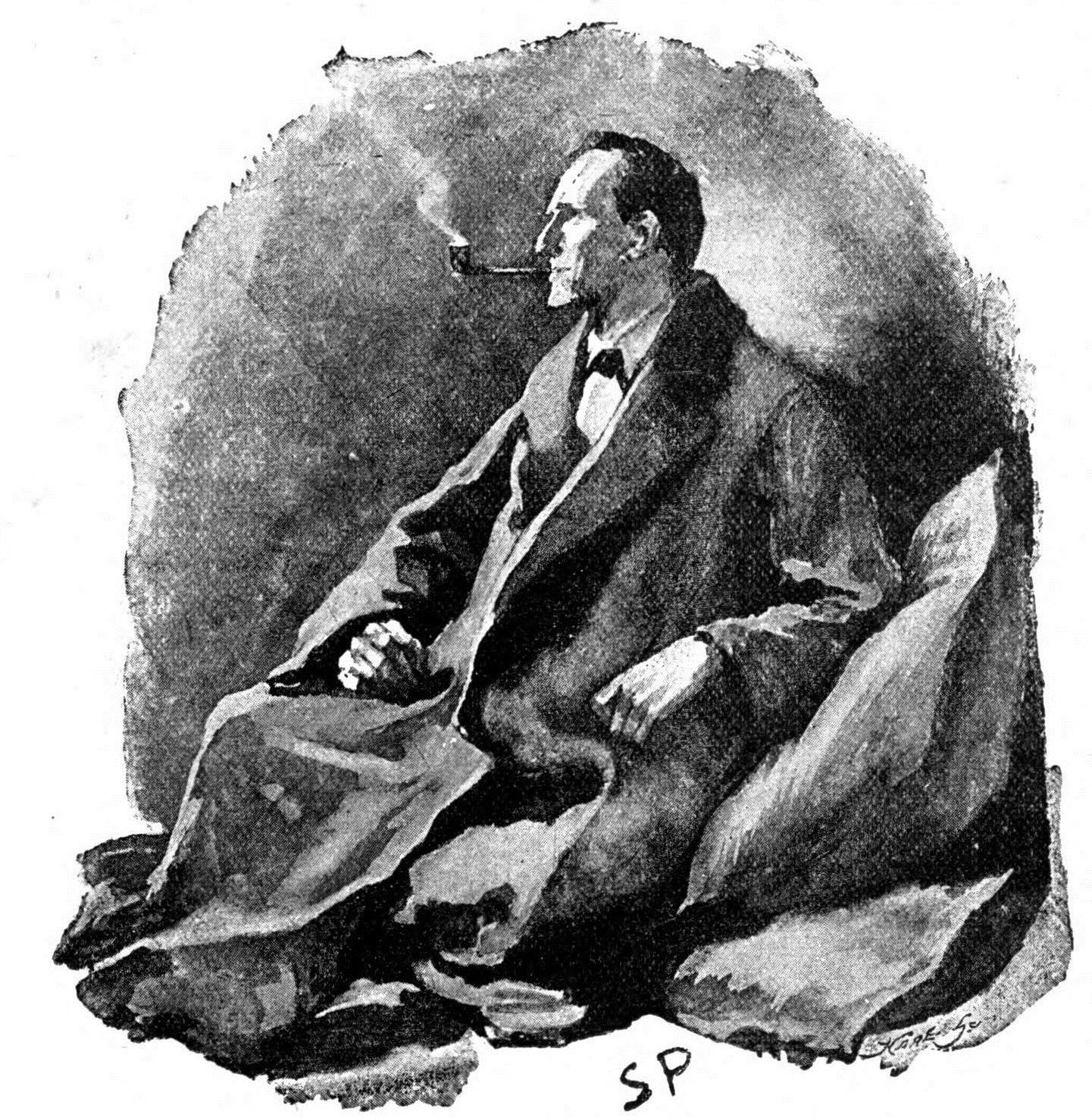
Sherlock Holmes es una de las fuentes de inspiración de la serie.

### Audiciones

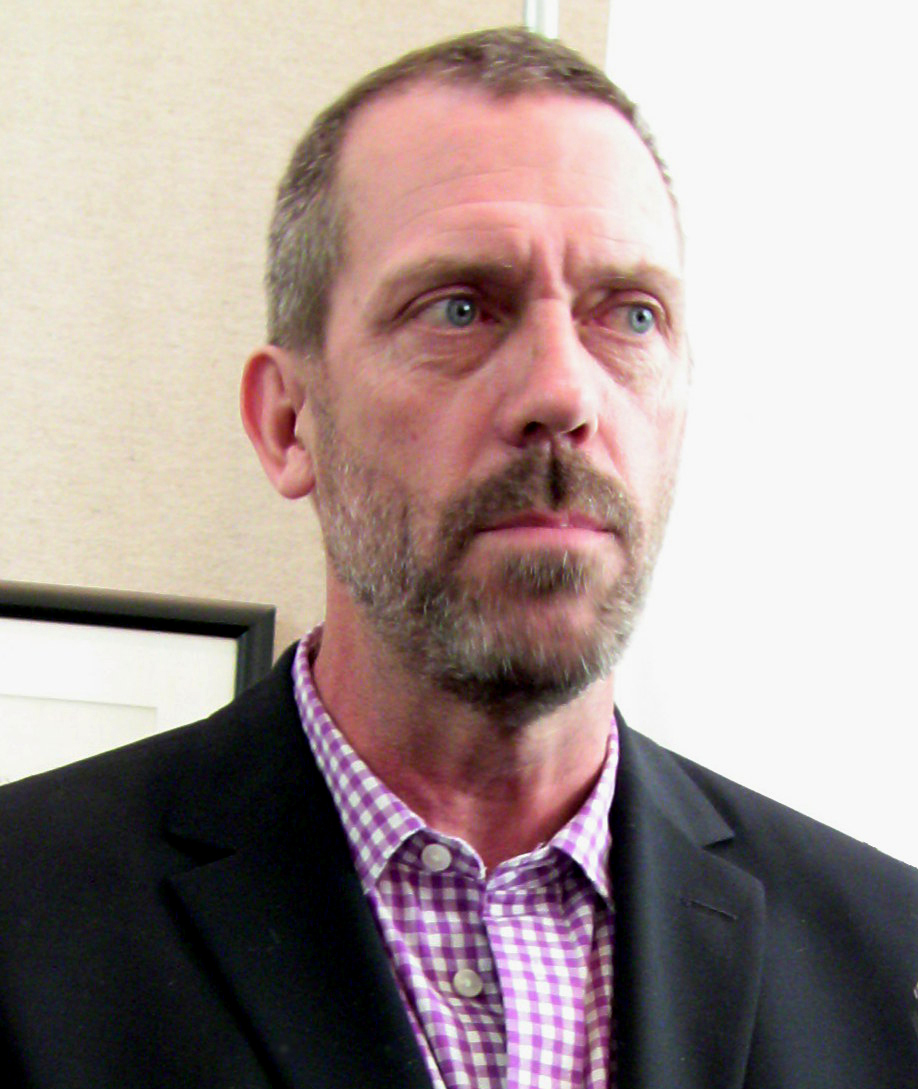
Hugh Laurie hizo su propia cinta de audición mientras trabajaba en una película en Namibia.